# Ján Eugen Kočiš
Ján Eugen Kočiš (Pozdišovce, 25 giugno 1926 – Prešov, 4 dicembre 2019) è stato un vescovo cattolico slovacco.

## Biografia
Ján Eugen Kočiš nacque a Pozdišovce il 25 giugno 1926. Era uno degli otto figli di Juraj. Crebbe a Trebišov.

### Formazione e ministero sacerdotale
Dopo la laurea in educazione scolastica, completò gli studi per diventare insegnante nel Collegio pedagogico di Michalovce dal 1942 al 1946. Lavorò per un anno come insegnante a Malá Tŕňa.
Nel 1947 entrò nel seminario teologico di Prešov dove studiò fino alla soppressione della Chiesa greco-cattolica in Cecoslovacchia avvenuta nel 1950 ad opera del regime comunista e allo scoppio delle persecuzioni religiose.
Il 1º gennaio 1951 fu ordinato presbitero per l'eparchia di Prešov in segreto da monsignor Robert Pobožný, amministratore apostolico di Rožňava. Dal 1951 al 1953 fu costretto a prestare servizio obbligatorio nei campi militari per lavori forzati. In seguito continuò a operare come sacerdote clandestino anche se ufficialmente lavorava come fornaio a Vranov nad Topľou, conducente di escavatore e operaio. Nel 1958 fu arrestato e condannato a quattro anni di carcere. Al rilascio gli fu proibito di vivere in Slovacchia e rimase quindi nella Repubblica Ceca. Trovò lavoro come conducente di escavatore in un cantiere per la realizzazione di un gasdotto. Qualche tempo dopo, il 3 dicembre 1967, Felix Maria Davídek lo consacrò vescovo in segreto.
Con la Primavera di Praga del 1968 e l'avvento di un periodo di liberalizzazione politica in Cecoslovacchia, poté tornare ad un servizio pastorale attivo come stretto collaboratore di monsignor Ján Hirka, amministratore apostolico di Prešov. Nello stesso tempo fu sacerdote cooperatore a Ďurďoš. Dal 1991 al 1993 fu parroco della stessa parrocchia. Nel 1992 la Congregazione per la dottrina della fede dichiarò nulla la sua ordinazione episcopale. Nel gennaio del 1993 venne nominato vicario per i fedeli greco-cattolici nella Repubblica Ceca con residenza a Praga. Nel 1996, con la creazione dell'esarcato apostolico della Repubblica Ceca, ne divenne protosincello. Nel marzo del 2002 papa Giovanni Paolo II gli concesse il titolo di prelato d'onore di Sua Santità per i suoi meriti e il lavoro per la Chiesa greco-cattolica. Nel 2003 monsignor Ladislav Hučko, il nuovo esarca, lo confermò nell'incarico di protosincello.

### Ministero episcopale
Il 24 aprile 2004 papa Giovanni Paolo II lo nominò vescovo ausiliare dell'esarcato apostolico della Repubblica Ceca e titolare di Abritto. Ricevette l'ordinazione episcopale il 15 maggio successivo nella cattedrale di San Clemente a Praga dall'esarca apostolico di Serbia e Montenegro Đura Džudžar, co-consacranti l'eparca di Prešov Ján Babjak e l'esarca apostolico della Repubblica Ceca Ladislav Hučko.
Il 7 ottobre 2006 papa Benedetto XVI accettò la sua rinuncia all'incarico per raggiunti limiti di età. Nell'estate del 2010 si trasferì a vivere nell'episcopio di Prešov. Il 17 dicembre 2012 fu ammesso nella casa "Santi Cosma e Damiano" della stessa città. Negli ultimi anni fu costretto su una sedia a rotelle, ma conservò una grande lucidità.
Contribuì a fondare l'Associazione dei Santi Cirillo e Metodio, un'associazione religiosa e culturale dei greco-cattolici slovacchi.
Morì nella casa "Santi Cosma e Damiano" di Prešov poco dopo la mezzanotte del 4 dicembre 2019 all'età di 93 anni. La divina liturgia di esequie si tenne il 9 dicembre alle ore 11 nella cattedrale di San Giovanni Battista a Prešov. Al termine del rito fu sepolto nella cripta dello stesso edificio.

## Genealogia episcopale
La genealogia episcopale è:
- Cardinale Scipione Rebiba
- Cardinale Giulio Antonio Santori
- Cardinale Girolamo Bernerio, O.P.
- Arcivescovo Galeazzo Sanvitale
- Cardinale Ludovico Ludovisi
- Cardinale Luigi Caetani
- Cardinale Ulderico Carpegna
- Cardinale Paluzzo Paluzzi Altieri degli Albertoni
- Papa Benedetto XIII
- Papa Benedetto XIV
- Papa Clemente XIII
- Cardinale Enrico Benedetto Stuart
- Papa Leone XII
- Cardinale Chiarissimo Falconieri Mellini
- Cardinale Camillo Di Pietro
- Cardinale Mieczysław Halka Ledóchowski
- Cardinale Jan Maurycy Paweł Puzyna de Kosielsko
- Arcivescovo Józef Bilczewski
- Arcivescovo Bolesław Twardowski
- Arcivescovo Eugeniusz Baziak
- Papa Giovanni Paolo II
- Vescovo Đura Džudžar
- Vescovo Ján Eugen Kočiš